# Campeonato Mundial de Atletismo de 2013 - Arremesso de peso feminino

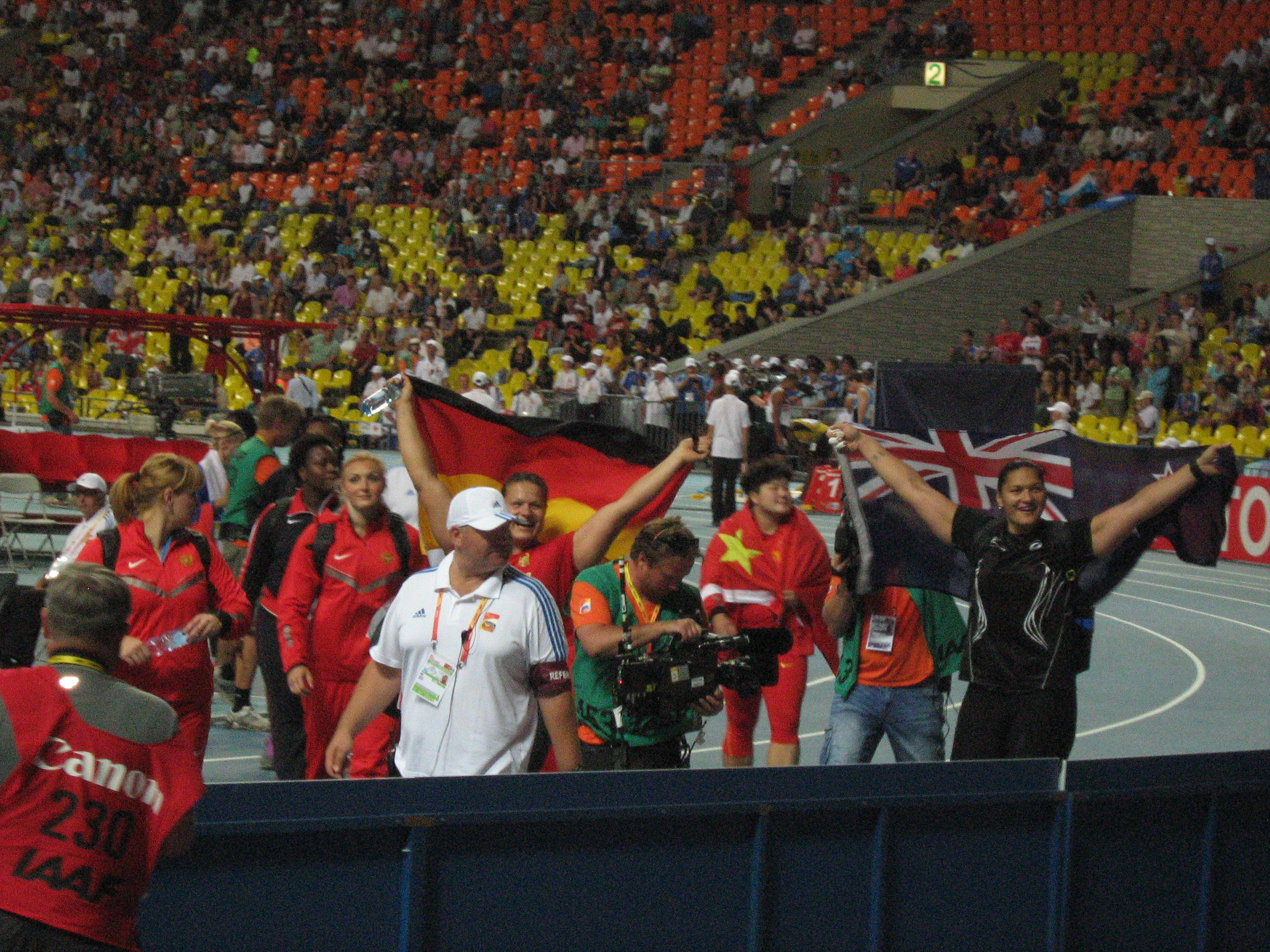
O segundo dia do Campeonato Mundial de Atletismo em Moscou, 2013

O arremesso de peso feminino do Campeonato Mundial de Atletismo de 2013 ocorreu entre 11 e  12 de agosto no Estádio Lujniki, em Moscou.

## Recordes
Antes desta competição, os recordes mundiais e do campeonato nesta prova eram os seguintes:
| Tipo                  | Atleta             | Distância | Local  | Data                  | Ref |
| --------------------- | ------------------ | --------- | ------ | --------------------- | --- |
|                       | Natalya Lisovskaya | 22,63     | Moscou | 7 de junho de 1987    | ver |
| Recorde do campeonato | Natalya Lisovskaya | 21,24     | Roma   | 5 de setembro de 1987 | ver |

## Medalhistas
| Ouro                | Prata                     | Bronze            |
| Valerie Adams (NZL) | Christina Schwanitz (GER) | Lijiao Gong (CHN) |

## Cronograma
| Data         | Hora  | Evento        |
| ------------ | ----- | ------------- |
| 11 de agosto | 10:45 | Primeira fase |
| 12 de agosto | 20:25 | Final         |

## Resultados

### Primeira fase
Qualificação: Desempenho de qualificação 18,70 m (Q) ou pelo menos 12 melhores (q) avançam para a final. 
| Classificação | Grupo | Atleta                       | Nacionalidade     | 1ª prova | 2ª prova | 3ª prova | Resultado | Nota |
| ------------- | ----- | ---------------------------- | ----------------- | -------- | -------- | -------- | --------- | ---- |
| 1             | A     | Valerie Adams                | Nova Zelândia     | 19,89 m  |          |          | 19,89 m   | Q    |
| 2             | B     | Michelle Carter              | Estados Unidos    | 18,29 m  | 19,76 m  |          | 19,76 m   | Q    |
| 3             | A     | Evgenija Kolodko             | Rússia            | 19,55 m  |          |          | 19,55 m   | Q    |
| 4             | B     | Christina Schwanitz          | Alemanha          | 18,06 m  | 19,18 m  |          | 19,18 m   | Q    |
| 5             | A     | Lijiao Gong                  | China             | 18,88 m  |          |          | 18,88 m   | Q    |
| 6             | A     | Liu Xiangrong                | China             | 18,54 m  | 18,11 m  | 18,68 m  | 18,68 m   | q    |
| 7             | B     | Irina Tarasova               | Rússia            | 18,37 m  | x        | 18,19 m  | 18,37 m   | q    |
| 8             | B     | Natalia Ducó                 | Chile             | 17,73 m  | 17,78 m  | 18,28 m  | 18,28 m   | q    |
| 9             | B     | Li Ling                      | China             | 18,13 m  | x        | 18,19 m  | 18,19 m   | q    |
| 10            | B     | Halyna Obleščuk              | Ucrânia           | 18,04 m  | x        | 17,82 m  | 18,04 m   | q    |
| 11            | A     | Tia Brooks                   | Estados Unidos    | 17,92 m  | 17,68 m  | 17,75 m  | 17,92 m   | q    |
| 12            | B     | Alena Kopets                 | Bielorrússia      | 16,68 m  | 17,87 m  | 17,50 m  | 17,87 m   | q    |
| 13            | A     | Josephine Terlecki           | Alemanha          | 17,87 m  | x        | x        | 17,87 m   |      |
| 14            | A     | Cleopatra Borel-Brown        | Trinidad e Tobago | 16,90 m  | 17,84 m  | 17,02 m  | 17,84 m   |      |
| 15            | A     | Anca Heltne                  | Roménia           | 17,76 m  | 17,46 m  | x        | 17,76 m   |      |
| 16            | A     | Julija Leancjuk              | Bielorrússia      | 16,93 m  | 17,09 m  | 17,73 m  | 17,73 m   |      |
| 17            | A     | Sandra Lemos                 | Colômbia          | 17,55 m  | 17,48 m  | x        | 17,55 m   |      |
| 18            | B     | Geisa Arcanjo                | Brasil            | 17,55 m  | x        | x        | 17,55 m   |      |
| 19            | B     | Radoslava Mavrodieva Yankova | Bulgária          | 17,34 m  | 17,16 m  | 17,33 m  | 17,34 m   |      |
| 20            | A     | Anita Márton                 | Hungria           | 16,98 m  | 17,32 m  | 16,99 m  | 17,32 m   |      |
| 21            | A     | Ol'ha Holodna                | Ucrânia           | 17,21 m  | x        | 17,17 m  | 17,21 m   |      |
| 22            | B     | Chiara Rosa                  | Itália            | 17,18 m  | x        | 16,71 m  | 17,18 m   |      |
| 23            | B     | Úrsula Ruiz                  | Espanha           | 16,64 m  | 16,99 m  | 17,14 m  | 17,14 m   |      |
| 24            | B     | Ahymará Espinoza             | Venezuela         | 16,24 m  | 16,86 m  | 16,39 m  | 16,86 m   |      |
| 25            | B     | Yaniuvis López               | Cuba              | x        | 16,82 m  | 16,56 m  | 16,82 m   |      |
| 26            | A     | Emel Dereli                  | Turquia           | 16,58 m  | 16,03 m  | 16,60 m  | 16,60 m   |      |
| 27            | B     | Aliona Dubitskaya            | Bielorrússia      | x        | 16,37 m  | 16,53 m  | 16,53 m   |      |
| 28            | B     | Valentina Mužaric            | Croácia           | 16,47 m  | x        | 16,44 m  | 16,47 m   |      |
| 29            | B     | Alyssa Hasslen               | Estados Unidos    | 15,93 m  | 15,67 m  | 15,97 m  | 15,97 m   |      |
| 30 !          | A     | Leyla Rajabi                 | Irão              |          |          |          | DNS       |      |

### Final
A final foi iniciada as 20:25. 
| Classificação     | Atleta              | Nacionalidade  | 1ª prova | 2ª prova | 3ª prova | 4ª prova | 5ª prova | 6ª prova | Marca   | Nota |
| ----------------- | ------------------- | -------------- | -------- | -------- | -------- | -------- | -------- | -------- | ------- | ---- |
| Medalha de ouro   | Valerie Adams       | Nova Zelândia  | 20,41 m  | 20,46 m  | 20,88 m  | x        | 20,76 m  | 20,32 m  | 20,88 m |      |
| Medalha de prata  | Christina Schwanitz | Alemanha       | 19,22 m  | 19,72 m  | 19,61 m  | 19,42 m  | 19,74 m  | 20,41 m  | 20,41 m | RP   |
| Medalha de bronze | Lijiao Gong         | China          | 19,16 m  | 19,95 m  | 19,74 m  | x        | 19,37 m  | 19,77 m  | 19,95 m |      |
| 4                 | Michelle Carter     | Estados Unidos | 19,92 m  | 19,94 m  | 19,35 m  | x        | 19,67 m  | 19,57 m  | 19,94 m |      |
| 5                 | Evgenija Kolodko    | Rússia         | 18,97 m  | 19,49 m  | 19,40 m  | 19,81 m  | x        | x        | 19,81 m |      |
| 6                 | Li Ling             | China          | 18,30 m  | 17,97 m  | 18,18 m  | 17,68 m  | 18,39 m  | 18,32 m  | 18,39 m |      |
| 7                 | Irina Tarasova      | Rússia         | 18,06 m  | 17,82 m  | 18,08 m  | 18,31 m  | x        | 18,37 m  | 18,37 m |      |
| 8                 | Tia Brooks          | Estados Unidos | 18,09 m  | x        | 17,94 m  | 17,73 m  | x        | 17,49 m  | 18,09 m |      |
| 9                 | Halyna Obleščuk     | Ucrânia        | 16,84 m  | 18,08 m  | 17,92 m  |          |          |          | 18,08 m |      |
| 10                | Xiangrong Liu       | China          | x        | 18,04 m  | 17,72 m  |          |          |          | 18,04 m |      |
| 11                | Natalia Duco        | Chile          | 17,58 m  | 18,00 m  | 18,02 m  |          |          |          | 18,02 m |      |
| 12                | Alena Kopets        | Bielorrússia   | x        | 17,24 m  | 17,70 m  |          |          |          | 17,70 m |      |

Legenda
| Recorde mundial       | Recorde mundial (World record)               |                       | Recorde africano                      | Recorde africano (African) |                                           | Q | Classificado por posição (Qualified) |
| Recorde do campeonato | Recorde do campeonato (Championship record)  | Recorde da América    | Recorde da América (Americas)         | q                          | Classificado por melhor tempo (Qualified) |   |                                      |
| Melhor marca do ano   | Melhor marca do ano (World leading)          | Recorde asiático      | Recorde asiático (Asian)              | DNS                        | Não largou (Did not start)                |   |                                      |
| Recorde nacional      | Recorde nacional (National record)           | Recorde europeu       | Recorde europeu (European)            | DNF                        | Não terminou (Did not finish)             |   |                                      |
| Recorde pessoal       | Recorde pessoal do atleta (Personal best)    | Recorde da Oceania    | Recorde da Oceania (Oceania)          | DSQ / DQ                   | Desclassificado (Disqualified)            |   |                                      |
| Recorde da temporada  | Recorde da temporada do atleta (Season best) | Recorde sul-americano | Recorde sul-americano (South America) | NM                         | Sem marca (No mark)                       |   |                                      |